# Vollblutspende

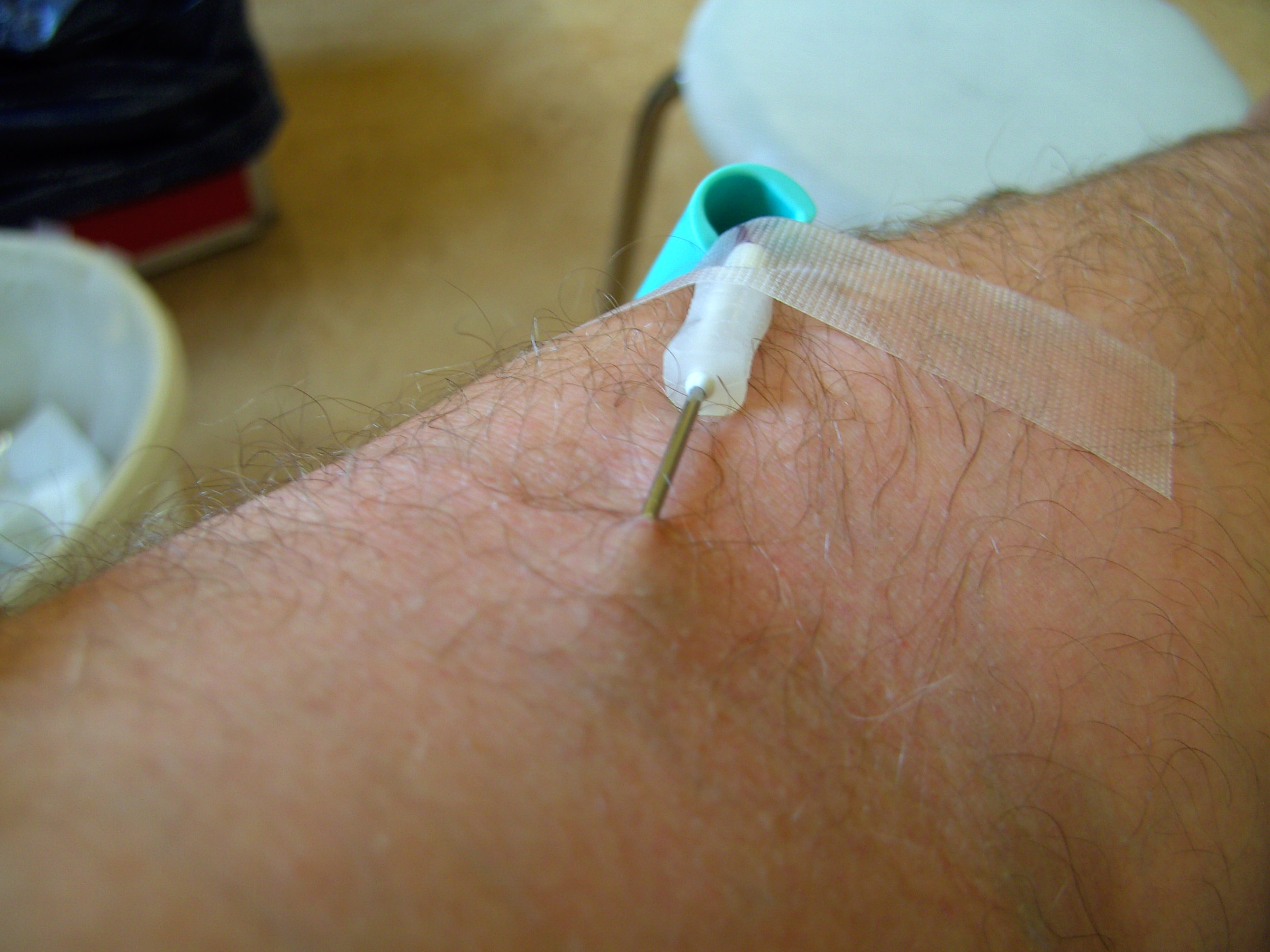
Entnahme von Blut aus der Armvene

Bei der Vollblutspende handelt es sich um das allgemein mit Blutspende assoziierte Verfahren, bei dem meist 500 ml Blut aus einer Armvene entnommen werden.
Im Unterschied zur Apherese werden dabei alle Anteile des Blutes abgenommen.
Die erforderliche Technik ist relativ einfach und unkompliziert, weshalb diese Form der Spende besonders bei den „Überland-Terminen“ (Entnahmeteam kommt in Turnhalle, Schule usw.) angewandt wird.
Im Detail werden heute meist Mehrbeutelsysteme benutzt, die steril geliefert und nie geöffnet werden – wenn  man von der Nadel absieht. Der erste Beutel nimmt das Blut direkt aus der Armvene auf. Im zugehörigen Institut wird der Beutel so aufgehängt, dass das Blut der Schwerkraft folgend durch einen Filter läuft (dieser entfernt die Leukozyten) und im nächsten Beutel aufgefangen wird. In diesem Beutel wird das Noch-Vollblut zentrifugiert, wobei sich aufgrund des größeren Gewichtes die Erythrozyten unten absetzen und das Blutplasma darüber stehen bleibt. Diese Produkte sind nun generell fertig; wenn die dazugehörigen Tests abgeschlossen sind (also bekannt ist, dass das Blut „ohne pathologischen Befund“ (o. p. B.) ist), kann es an Krankenhäuser (Erythrozyten) bzw. auch an die Industrie (Plasma) abgegeben werden.
Moderne Entnahmesets erlauben außerdem die Gewinnung von Thrombozyten, wozu die Thrombozyten, die beim oben beschriebenen Verfahren nach dem Zentrifugieren mit dem sogenannten „Buffy-Coat“ entsorgt werden würden, von je vier Spendern gleicher Blutgruppe zusammengefügt (gepoolt) werden.